# Mrs. and Mr. Duff
Mrs. and Mr. Duff va ser un curtmetratge mut francès del 1909 dirigit per Georges Méliès i protagonitzada per Francis Ford. La pel·lícula va ser venuda per la Star Film Company de Méliès als Estats Units i distribuïda per Gaston Méliès en el mateix rodet que The Count’s Wooing. No se sap si és perduda.